# 阿尔斯多夫
阿尔斯多夫（德語：Alsdorf，發音：[ˈalsdɔʁf] ⓘ）是德国北莱茵-威斯特法伦州科隆行政区亚琛城市区的城市，面积31.68平方千米，2023年12月31日人口为48,518人。